# Gigi De Lana
Mary Gidget Orfano dela Llana (nascida em 24 de setembro de 1995), conhecida profissionalmente como Gigi De Lana, é uma cantora, atriz, dançarina e modelo filipina. Ela alcançou a fama quando competiu no Tawag ng Tanghalan dentro do programa It's Showtime. Ela está atualmente sob a gestão do Rise Artists Studio e Star Magic. Gigi fez sua estreia no cinema em Four Sisters Before the Wedding (2020) como Love Mae Tete.

## Infância e educação
Gigi nasceu em 24 de setembro de 1995, em Olongapo. Ela e a mãe se mudaram para Laguna ainda jovem. Estudou no Calamba Doctors' College e no Colegio San Juan de Letran.

## Carreira

### Popstar Kids,SOPeEat Bulaga
Gigi ingressou na competição de talentos do reality Popstar Kids, terminando como grande finalista em sua 2ª temporada. Mais tarde, apareceria em vários shows, incluindo o SOP, onde se apresentava regularmente como membro do Sugarpop, um grupo composto por proeminentes concorrentes do Popstar Kids até se separar em 2009.
Alguns anos depois, ela se juntou ao Ikaw do Eat Bulaga! no Echo: Ka-Voice ni Idol, um concurso de caracterização para cantores. Gigi foi classificada como grande finalista. Ela personificou a cantora e atriz Jennifer Hudson.

### Rise Artists Studio
Algumas semanas depois de revelar que Gigi se juntaria ao elenco de Four Sisters Before the Wedding, uma história que acontece antes do filme Four Sisters and a Wedding de 2013, o Rise Artists Studio, uma divisão de gestão artística da Star Magic, anunciou que daria as boas-vindas a Gigi como nova integrante. Em edição especial de 'We Rise Together', no dia 2 de dezembro de 2020, ela foi recebida por outros integrantes do Rise.
Em entrevista coletiva, Gigi foi questionada sobre como ela foi descoberta por Rise. Ela respondeu,
Eu fui descoberta por Rise pela Charo, foi ela quem me descobriu. Ela viu um dos meus vídeos onde eu cantava 'We've Only Just Begun', onde eu estava com um vestido verde. Eu não esperava me juntar [como integrante da Rise]. Então foi isso. Depois disso, a senhora JD ligou, o senhor Mico ligou, então foi assim que tudo começou
Quando lhe perguntaram sobre usar um nome artístico no lugar de seu nome verdadeiro, ela disse:
Sim, a direção [decidiu pela mudança de nome]. Mas, o acordo era dos dois lados, então decidimos mudar o nome.
Desde que ingressou no Rise, Gigi participou de alguns episódios do WRT como co-apresentadora.

## Discografia

### Álbuns de estúdio
| Ano  | Álbum        | Gravadora  |
| ---- | ------------ | ---------- |
| 2022 | Gigi De Lana | Star Music |

### Singles
| Ano  | Título da música | Compositor                  | Gravadora  |
| ---- | ---------------- | --------------------------- | ---------- |
| 2021 | Sakalam          | Erwin Lacsa e Romeo Márquez | Star Music |

### Trilha Sonora Oficial
| Ano  | Canção                  | Filme/Programa          |
| ---- | ----------------------- | ----------------------- |
| 2021 | Nasa'yo Ako             | Viral Scandal           |
| 2021 | Bakit Nga Ba Mahal Kita | Hello, Heart            |
| 2022 | Sá Dulo                 | The Broken Marriage Vow |
| 2022 | Akin Ka Na Lang         | A Family Affair         |

## Filmografia

### Filme
| Ano  | Título                          | Papel         | Notas |
| ---- | ------------------------------- | ------------- | ----- |
| 2020 | Four Sisters Before the Wedding | Love Mae Tete |       |

### Televisão/Digital
| Ano  | Título                      | Papel     | Plataforma de rede/streaming | Notas                | Ref(s) |
| ---- | --------------------------- | --------- | ---------------------------- | -------------------- | ------ |
| 2022 | My Crush Is A Cactus Killer | Mandy     | Estúdios Dollybee / YouTube  | Série de três partes |        |
| 2021 | Hello, Heart                | Heart     | iQiyi                        | Papel principal      | [ 9 ]  |
| 2022 | Eu posso ver sua voz        | Ela mesma | Canal Kapamilya / A2Z        | Concorrente          | [ 10 ] |

## Prêmios e indicações
| Prêmio                  | Ano  | Categoria                       | Trabalho nomeado             | Resultado | Ref(s) |
| ----------------------- | ---- | ------------------------------- | ---------------------------- | --------- | ------ |
| Wish 107.5 Music Awards | 2022 | Bronze Wishclusive Elite Circle | “Pangarap Ko Ang Iibigin Ka” | Venceu    | [ 11 ] |